# Reserva de domini

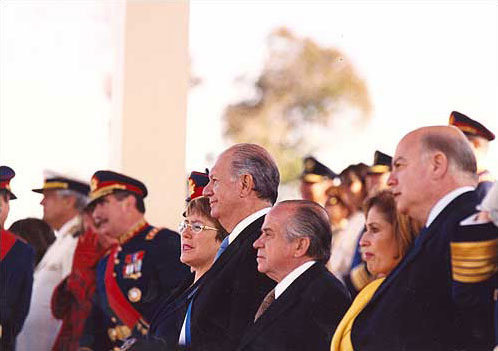
Parada militar a Xile el 2002. L'exèrcit xilè manté una àmplia autonomia respecte al poder civil.

Una reserva de domini en un sistema democràtic sorgit d'un sistema dictatorial o d'un procés bèl·lic són aquells àmbit legals, normatius o organitzatius a través dels quals els grups de poder del règim anterior mantenen formes d'intervenció, control o tutela que escapen a la sobirania popular. Les reserves de domini poden ser imposades per la judicatura, els poders econòmics o, majoritàriament, pel poder militar.
La reserva de domini pot prendre diverses formes. Una d'elles és que el poder militar es mantingui autònom (pressupostària i/o organitzativament) escapant al control del govern o altres institucions democràtiques; aquesta autonomia pot estar reconeguda en les lleis i/o formar part dels procediments pràctics d'actuació acceptats. Els nivells de reducció de l'autonomia militar i de subordinació de les forces armades al poder civil són un indicador del grau d'irreversibilitat, avenç o estancament dels processos de democratització. Una altra és que el poder militar tingui un paper de tutela efectiva que pot ser amb opcions de dret a veto, participació directa al parlament, govern o institucions reconeguda en les lleis o d'una forma més ambigua a través del reconeixement del seu paper com a garant de les essències nacionals, de la integritat territorial, de l'ordenament legal o dels valors del règim.

## Reserves de domini per part de les forces armades
El poder militar és el que més habitualment tutela el poder civil o manté àmplies àrees d'autonomia respecte al poder polític democràtic en els sistemes sorgits de dictadures.
Alguns casos paradigmàtics són els següents:
- Els militars revolucionaris de Portugal van incloure a la Constitució de 1974 la tutela del Consell de la Revolució[2] .
- L'exèrcit xilè va mantenir diverses reserves de poder en la transició a la democràcia de 1989, com la seva autonomia financera gràcies a la consolidació de la "llei reservada de coure" que li garanteix un percentatge dels beneficis miners sense passar pel parlament.[2]
- La Constitució Espanyola de 1978 en els seus articles 8 i 97 no va excloure les reserves de domini per part de les forces armades[7][8]